# Ocean Ranger

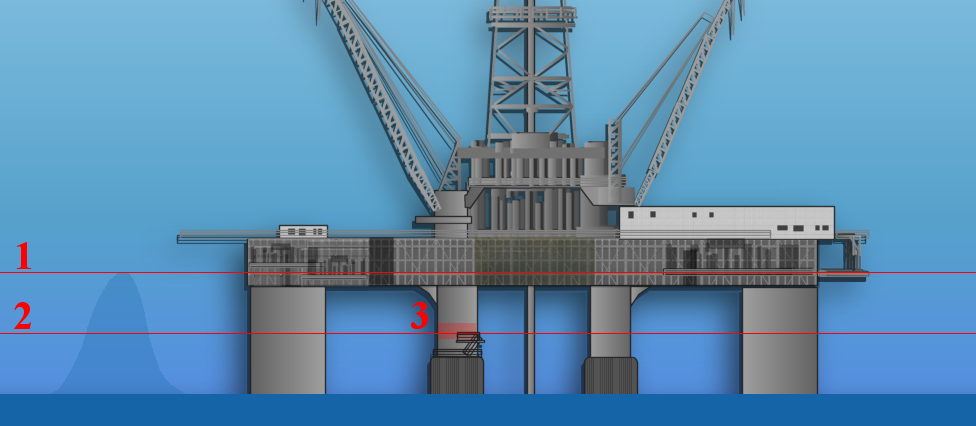
Schéma illustrant la vulnérabilité de lOcean Ranger face à une vague scélérate :
1. La vague Draupner à titre de comparaison (18 m)
2. 8,5 m
3. Situation de la salle de contrôle des ballasts

L’Ocean Ranger était une plateforme semi-submersible de forage en haute mer. Mise en service en 1976, elle a sombré dans les eaux canadiennes le 15 février 1982.
Elle forait alors un puits de pétrole dans les Grands Bancs, à 267 kilomètres à l'est de Saint-Jean, pour le compte de Mobil.
Frappée par des vents soufflant jusqu'à 90 nœuds et des vagues d'une hauteur estimée jusqu'à 29 mètres, la plate-forme a vu plusieurs de ses ballasts inondés et subi des courts-circuits généralisés. Il n'y avait aucun survivant parmi les 84 membres de l'équipage.